# フランス領ポリネシアの旗
フランス領ポリネシアの旗は1984年に制定された。
上下の水平の帯の赤色と、中央の白色は、タヒチ島の古い旗からとられている。白地の中央にはフランス領ポリネシアの紋章である、青い海と黄色い陽光、赤いポリネシア伝来の帆を掲げたアウトリガー・カヌーが描かれる。水平線から出る太陽という図はキリバスの国旗など周辺諸国の旗にも見られる。
カヌーの上にいる5人の人型はフランス領ポリネシアを構成する5つの諸島、ソシエテ諸島、トゥアモトゥ諸島、マルキーズ諸島、トゥブアイ諸島（オーストラル諸島）、ガンビエ諸島を表す。

## 歴史的な旗

?1829年から1842年までタヒチ島の旗
?1847年から1889年までフアヒネ島の旗
?1847年から–1880年までライアテア島の旗
?1843年から1880年までタヒチ島の旗

## フランス領ポリネシアに属する各諸島の旗

ガンビエ諸島の旗
トゥアモトゥ諸島の旗
マルキーズ諸島の旗
トゥブアイ諸島の旗
ソシエテ（ソサエティ）諸島の旗